# チチェリ・エ・トリア

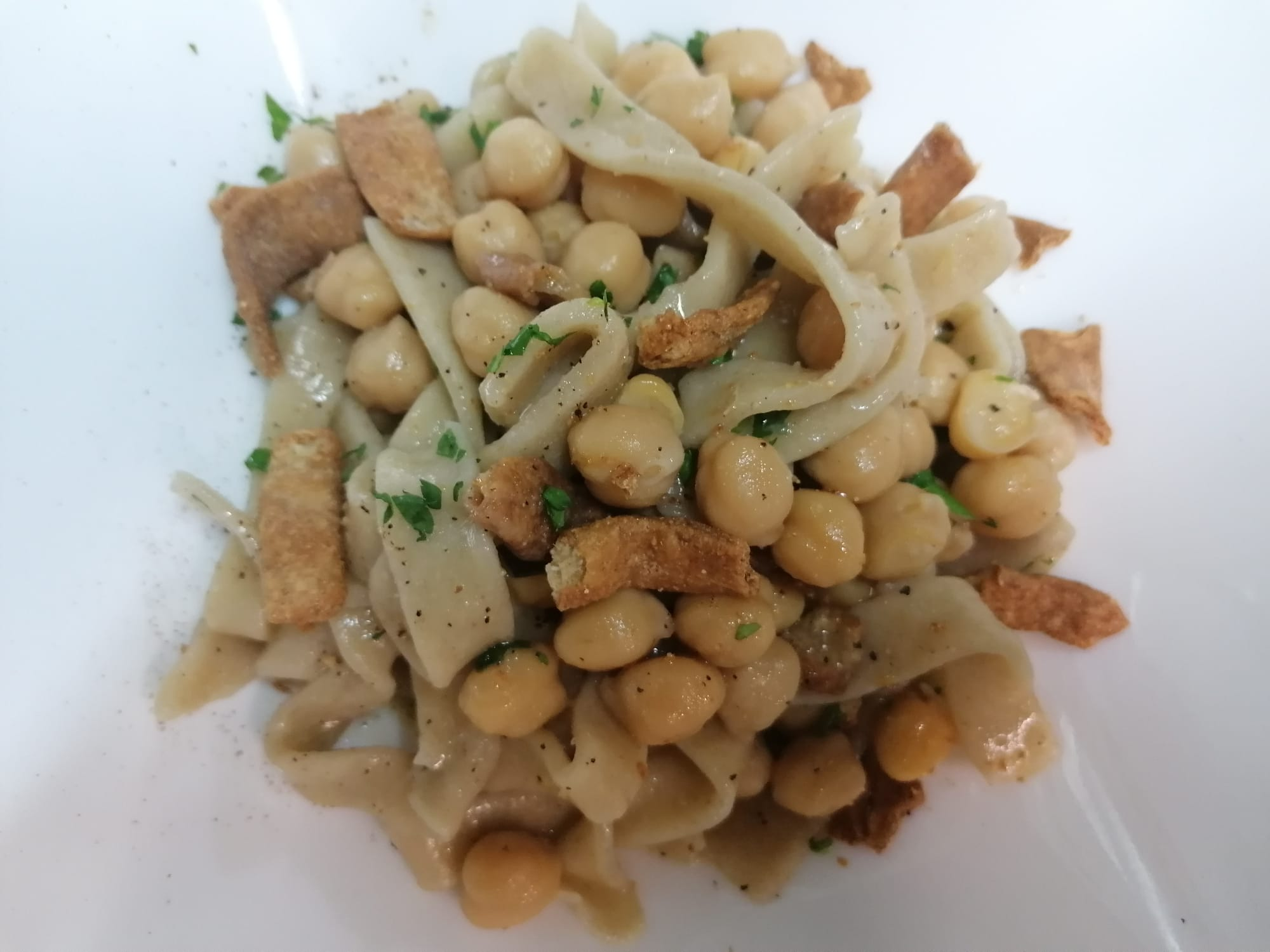
チチェリ・エ・トリアの例

チチェリ・エ・トリア（イタリア語: ciceri e tria）は、イタリア・プーリア州サレント半島（いわゆるイタリアのブーツのかかと部分）の名物料理。レッチェやその近郊で食されている。
塩ゆでしたヒヨコ豆と幅広いパスタを合わせた料理。パスタは油で揚げたものと塩ゆでしたものを両方同時に使用するため、揚げたパスタのパリっとした食感と茹でたパスタのモチっとした食感という異なる2つの食感が一度に味わえる。
「チチェリ」はラテン語でヒヨコ豆を指し、「トリア」はアラブ語由来の言葉でパスタを意味し、「チチェリ・エ・トリア」は「ヒヨコ豆とパスタ」の意となる。アラブ人がサレント半島を統治していた時代にできた料理だとされる。